# Levelek
Levelek é uma vila da Hungria, situada no condado de Szabolcs-Szatmár-Bereg. Tem 25,73 km² de área e sua população em 2019 foi estimada em 2.950 habitantes.